# تنها در خانه (فیلم ۲۰۰۰)
«تنها در خانه» (انگلیسی: Home Alone (2000 film)) فیلمی در ژانر فانتزی است که در سال ۲۰۰۰ منتشر شد.